# Yamaha DX7
Le Yamaha DX7 est un synthétiseur utilisant une synthèse FM construit par Yamaha de 1983 à 1986, suivi par le DX7 II entre 1987 et 1989. Il a été le premier synthétiseur numérique à succès et a été utilisé dans de nombreux morceaux des années 1980.

## Histoire
John Chowning, un professeur de l'université Stanford, inventa à la fin des années 1960 le principe de la synthèse FM, mais aucune société américaine de synthétiseurs ou d'orgues ne fut intéressé pour fabriquer un prototype, peut-être à cause des difficultés à l'époque de concevoir les circuits numériques qui sont absolument nécessaires pour produire de la synthèse algorithmique FM. Trois jeunes ingénieurs japonais (messieurs Ichimura, Hirokato et Endos) se passionnèrent pour le concept et réussirent à convaincre la division claviers de Yamaha (Gakki, Osaka) d'acquérir l'exclusivité du brevet de la synthèse FM pour dix ans — brevet qui rapportera près de vingt millions de dollars ($US) à l'université Stanford, et de travailler sur des prototypes. Yamaha parviendra à des résultats concluants après quelques années de recherche.
Les premiers instruments à base de synthèse FM, les Yamaha GS-1 et GS-2, sortent finalement au début des années 1980, mais leur finition soignée et leur prix d'achat très élevé les réserve à une certaine élite. En outre, les possibilités de programmation restent limitées, la technologie de l'époque étant encore insuffisante. En 1983, Yamaha commence à commercialiser les synthétiseurs polyphoniques de la série DX, qui va de l'entrée de gamme à 4 opérateurs (DX9) pour s'étendre ensuite vers le haut de gamme (DX1). Dès sa sortie, le DX7 est une véritable vague déferlante dans le monde des instruments électroniques. Les principales raisons de son succès (plus de 180 000 exemplaires fabriqués) sont un prix de vente compétitif, mais aussi la précision, la clarté et la qualité acoustique inédites du son qu'il produit, se démarquant des synthétiseurs analogiques qui dominaient alors le marché, ce qui en fait un instrument facile à orchestrer et à mixer. Sa construction robuste alliée à la compacité et la légèreté en font également une machine adaptée pour la scène. Nombre de sociétés concurrentes connaissent à l'époque de grandes difficultés en raison du succès du DX7 qui bouleverse le marché. Korg se trouve ainsi en mauvaise posture et est racheté par Yamaha en 1986. Roland mettra fin à la domination et la mode du son FM grâce au synthétiseur D-50 en 1987.

## Description

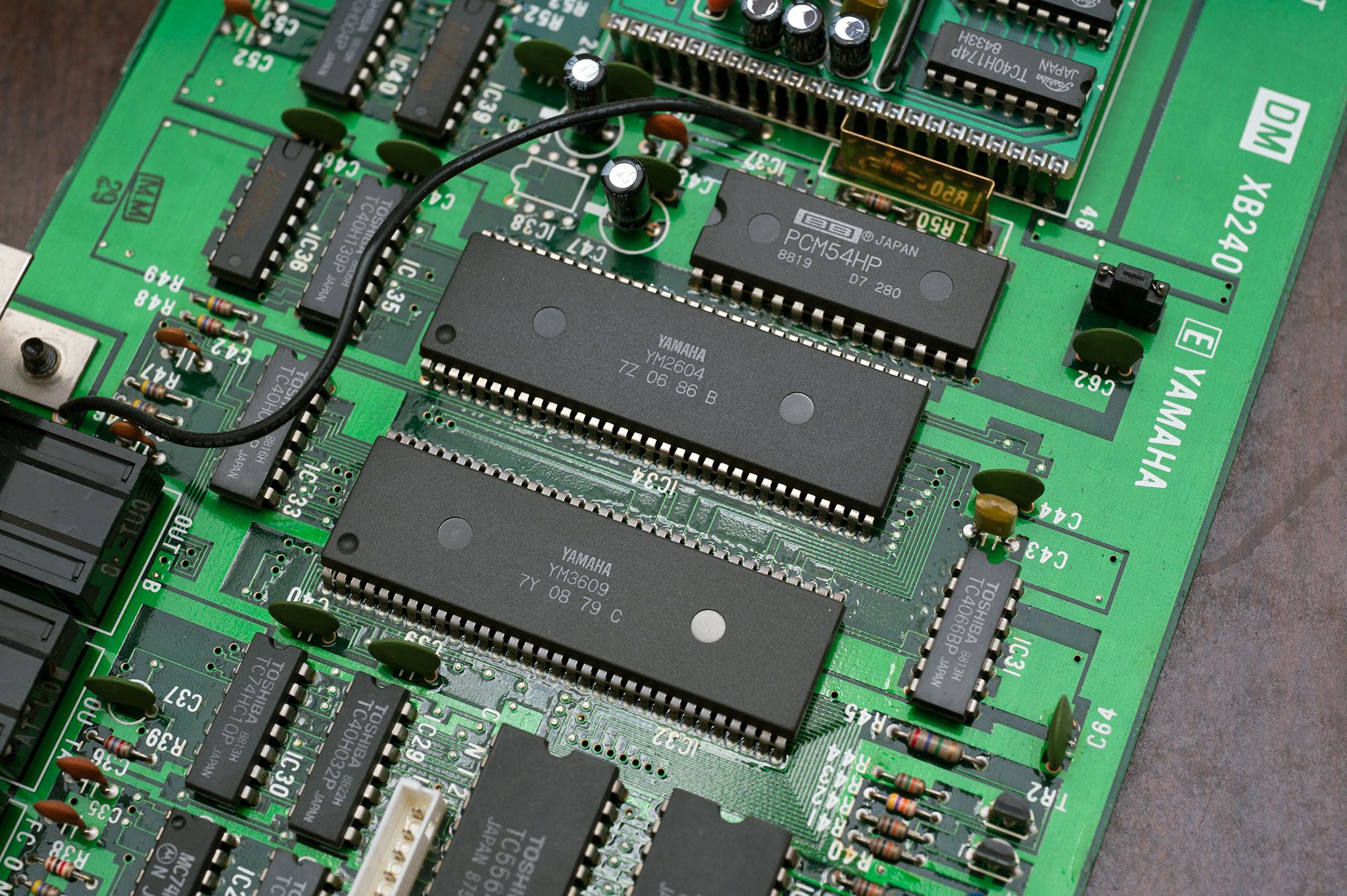
Carte interne du DX7II-D.

Le DX7 est monotimbral et a une polyphonie de seize notes. Il possède 32 algorithmes de synthèse utilisant six oscillateurs sinusoïdaux, à la fois porteurs et modulateurs. Des enveloppes complexes modifient le taux de modulation FM permettant la création de sons évolutifs très riches.
Le DX7 est l'un des premiers synthétiseurs à être équipé de prises MIDI. L'implémentation de la norme contient cependant quelques limites de jeunesse (par exemple, les messages system exclusive ne peuvent être transmis ou reçus que si l'instrument est réglé sur le canal 1).
Son interface austère et lisse (boutons sous membrane) lui donne une apparence futuriste mais n'est pas de nature à encourager la programmation de sons, les paramètres à régler étant particulièrement nombreux. Le DX7 est cependant équipé d'un port cartouche pour le stockage et très vite des cartouches mémoires ainsi que des logiciels d'édition sur ordinateur ont permis au musicien d'accéder à une très grosse bibliothèque de sons prêts à l'emploi. Il était aussi possible de monter des cartes d'extensions (Supermax, E!) conçues ultérieurement par des tiers et qui ajoutaient outre de la mémoire de nouvelles fonctionnalités comme un arpégiateur, un mini-séquenceur ou un éditeur simplifié. La société allemande Jellinghaus a aussi confectionné en 1987 un programmeur de très grande taille doté de 150 boutons rotatifs destiné au DX7.

### Versions

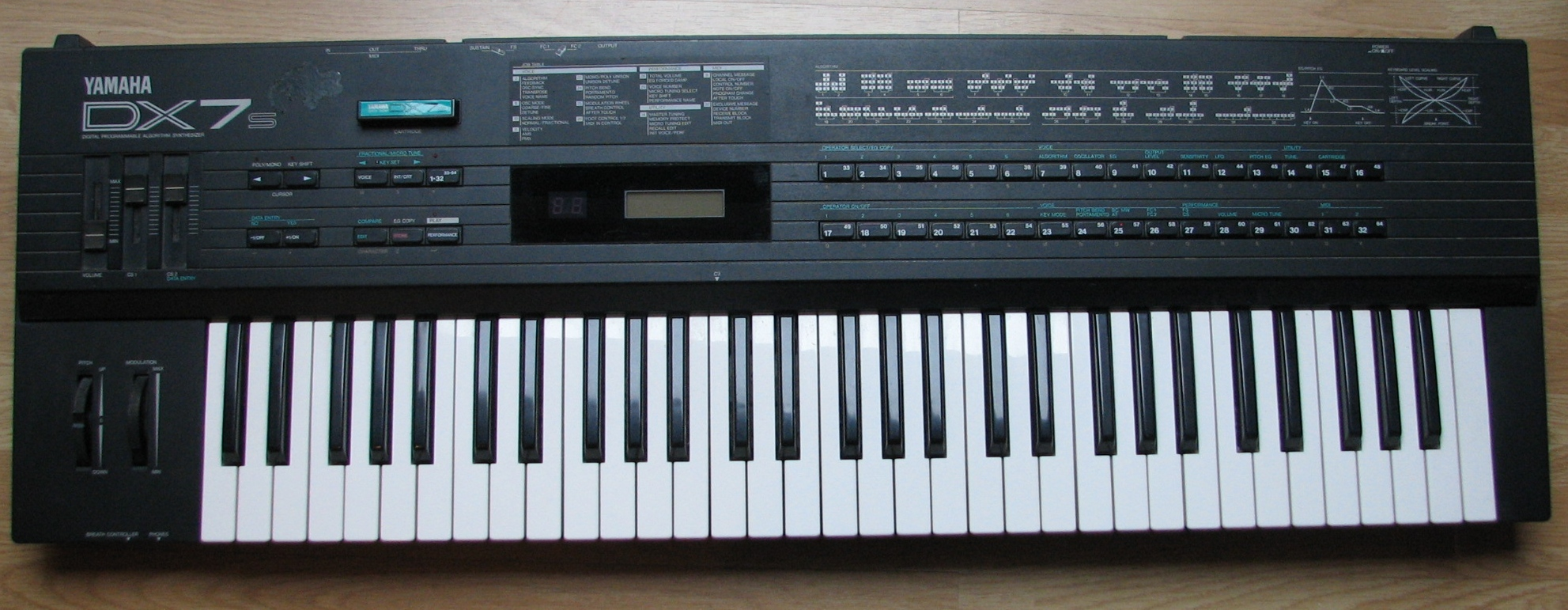
Un DX7s.

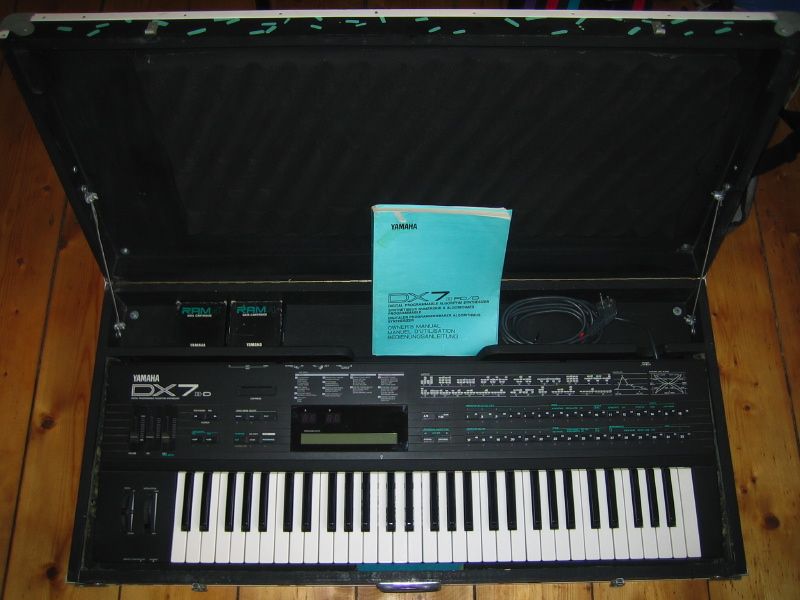
Un DX7II-D.

À sa sortie en 1983, le DX7 était placé au milieu d'une gamme comprenant également le DX9, moins cher et avec seulement quatre opérateurs, et les DX5 et DX1, plus chers et équivalents à deux DX7. Le DX1 constituait le haut de la gamme (interface et qualité de finition supérieure). Différents modèles à quatre opérateurs, proches du DX9, sont ensuite très vite mis sur le marché (DX27, DX100, DX21 et DX11).
Plusieurs modèles ont succédé au DX7, dont ceux de la deuxième série (DX7s, DX7 II…) qui, quatre ans plus tard, constituait une mise à jour importante, améliorant certains aspects (boutons, implémentation MIDI, convertisseurs 16 bits etc.), et proposant des fonctions supplémentaires comme la bitimbralité (suivant le modèle) ou le réglage du tempérament.
Des versions en rack (sans clavier) du DX7 (TX7, TX816, TX-802 ce dernier correspondant au DX7 II) complètent la gamme qui évoluera jusqu'au milieu des années 1990 avec la série SY. Yamaha réintroduit la synthèse FM en 1998 avec le petit modèle en rack (FS1R) possédant deux fois huit opérateurs par voix, un mode de synthèse par formants, et des filtres numériques, et en 2015 avec le Reface DX, petit clavier à synthèse FM à quatre opérateurs modernisée et offrant de nombreuses fonctionnalités inexistantes sur les anciens DX, étendant ainsi les possibilités.
| Modèle          | DX7         | DX7S                            | DX7 II-D | DX7 II-FD | DX7 II Centennial |
| --------------- | ----------- | ------------------------------- | --- | --- | --- |
| Année de sortie | 1983        | 1987                            | 1987 | 1987 | 1988 |
| Timbralité      | Monotimbral | Monotimbral                     | Bi-Timbral: - mode single - mode dual (deux sonorités superposées) - mode split (deux sonorités séparées sur le clavier) | Bi-Timbral: - mode single - mode dual (deux sonorités superposées) - mode split (deux sonorités séparées sur le clavier) | Bi-Timbral: - mode single - mode dual (deux sonorités superposées) - mode split (deux sonorités séparées sur le clavier)                         |
| Polyphonie      | 16 notes    | 16 notes                        | 32 notes | 32 notes | 32 notes |
| Mémoires        | 32          | 32                              | 64 | 64 | 64 |
| Particularités  |             | Version monotrimbrale du DX7 II | | Equipé d'un lecteur de disquette en plus.                                                                                | Clavier 76 touches. Panneau de couleur claire argentée avec boutons dorés. Sorti pour le centenaire de Yamaha (série limitée à 300 exemplaires). |

## DX7 virtuel
Une version virtuelle du DX7 est commercialisée sous le nom « FM7 » et ayant évolué en FM8 en 2007 par la société allemande Native Instruments, comportant de nombreuses améliorations, qualité du son 32 bits, effets, filtres, etc., compatible DX7.
La société française grenobloise Arturia commercialise l'émulateur DX7 V.
Yamaha a commercialisé en 2001 deux synthétiseurs intégrant un moteur de synthèse FM DX, le rack FS1-R et le boîtier Loop Factory DX200.
Yamaha commercialise en 2003 la PLG150-DX, une carte d'extension ajoutant la synthèse, les sons et la polyphonie des Yamaha DX7 aux synthétiseurs Yamaha CS6X, S90 et à la série des Yamaha Motif et Motif ES.
Une version virtuelle open source du DX7 est disponible sur internet sous le nom de « Dexed »,.
En 2013, Propellerhead sort son PX7, extension destinée au logiciel Reason. La société propose une banque de sons contenant les patches de la série DX7, du Dx7II, du DX5, DX1, du TX7, du TX802, du TX216, du TX816.

## Programmation

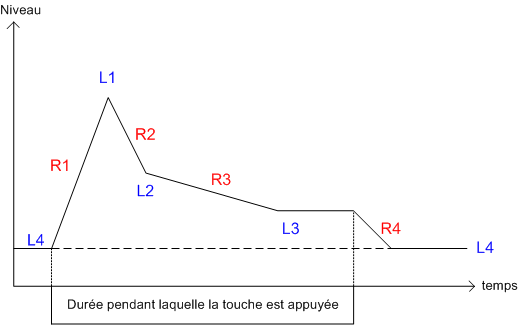
Générateur d'enveloppe du DX7. L1 à L4 sont des niveaux correspondant schématiquement aux points d'attaque (attack), de chute (decay), de maintien (sustain) et d'extinction (release). Ils évoluent donc sur l'axe des ordonnées.
R1 à R4 indiquent la durée pour passer d'un point de l'enveloppe sonore au suivant. Ces taux évoluent sur l'axe des abscisses.

La programmation du DX7, synthétiseur entièrement numérique, est assez différente de celle des autres synthétiseurs de l'époque, à base d'oscillateurs, de filtres, d'amplificateurs et d'enveloppes ADSR. Le DX7 est en effet dépourvu de filtre et d'amplificateur de type VCA : il utilise six opérateurs combinés en 32 algorithmes, chaque opérateur disposant d'une enveloppe indépendante à huit paramètres pour contrôler son amplitude, les enveloppes des opérateurs modulateurs agissant sur le timbre, celles des opérateurs porteurs sur le volume du son en sortie.
L'autre innovation des DX Yamaha concerne les réglages de fréquence par rangs harmoniques des opérateurs, ce qui exige de l'utilisateur une approche différente de celles qui s'appliquent aux synthétiseurs analogiques ordinaires. Ainsi moduler un rang 1 par un rang 1 permet des timbres très différents de ceux permis par la modulation d'un rang 1 par un rang 2. Le renversement de la modulation, rang 2 modulé par rang 1, donne encore une autre gamme de timbres. Les DX permettent de travailler sur une trentaine de rangs indépendamment pour chaque opérateur, sans compter les réglages fins de fréquence, tandis que les 32 algorithmes délivrent autant de combinaisons différentes.
Cette relative complexité des DX pouvait perturber les utilisateurs habitués jusqu'alors à deux oscillateurs réglables par octaves de 16' à 2' comme sur un orgue. Le nombre de paramètres ainsi que l'interface utilisateur (avec un simple curseur et des touches "+" et "-" pour modifier les valeurs) étaient de nature à décourager le musicien de programmer ses propres sonorités. Programmer efficacement un DX7 sans documentation est cependant possible avec de la patience et une bonne expérience pratique de cette synthèse particulière.

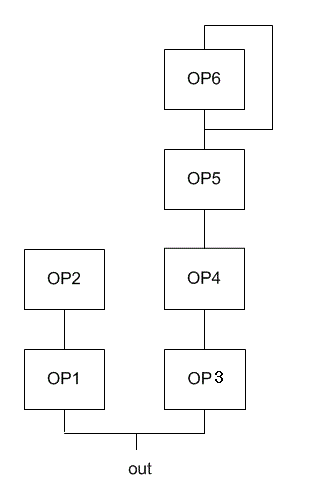
Algorithme 1 du DX7.
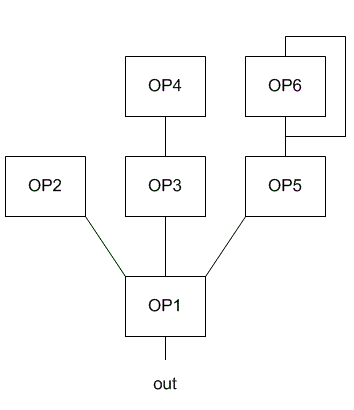
Algorithme 8 du DX7.

## Réception
De nombreux artistes ont fait l'usage du DX7 dans les années 1980 et 90.
Le DX7 est connu pour ses sons de piano électrique, de basses, de cloches et, plus généralement, de percussions métalliques. Certains d'entre eux sont devenus des classiques de la musique pop.